# Thomas Fabbiano
Thomas Fabbiano (ur. 26 maja 1989 w Grottaglie) – włoski tenisista.

## Kariera tenisowa
Fabbiano został wspólnie z Andrejem Karatczenią mistrzem gry podwójnej chłopców we French Open 2007.
Zawodowym tenisistą jest od 2005 roku.
Jest zwycięzcą sześć turniejów rangi ATP Challenger Tour w grze pojedynczej.
W rankingu gry pojedynczej najwyżej był na 70. miejscu (18 września 2017), a w klasyfikacji gry podwójnej na 208. pozycji (20 lipca 2009).

### Zwycięstwa w turniejach ATP Challenger Tour w grze pojedynczej
| Końcowy wynik | Nr | Data                 | Turniej  | Nawierzchnia | Przeciwnik          | Wynik finału     |
| ------------- | -- | -------------------- | -------- | ------------ | ------------------- | ---------------- |
| Zwycięzca     | 1. | 21 lipca 2013        | Recanati | Twarda       | David Guez          | 6:0, 6:3         |
| Zwycięzca     | 2. | 13 marca 2016        | Zhuhai   | Twarda       | Zhang Ze            | 5:7, 6:1, 6:3    |
| Zwycięzca     | 3. | 25 marca 2017        | Quanzhou | Twarda       | Matteo Berrettini   | 7:6(5), 7:6(7)   |
| Zwycięzca     | 4. | 7 maja 2017          | Gimcheon | Twarda       | Tejmuraz Gabaszwili | 7:5, 6:1         |
| Zwycięzca     | 5. | 14 maja 2017         | Seul     | Twarda       | Kwon Soon-woo       | 1:6, 6:4, 6:3    |
| Zwycięzca     | 6. | 21 października 2018 | Ningbo   | Twarda       | Enrique López Pérez | 7:6(4), 4:6, 6:3 |

### Finały juniorskich turniejów wielkoszlemowych

#### Gra podwójna (1–0)
| Końcowy wynik | Nr | Data | Turniej            | Nawierzchnia | Partner            | Przeciwnicy                     | Wynik finału |
| ------------- | -- | ---- | ------------------ | ------------ | ------------------ | ------------------------------- | ------------ |
| Zwycięzca     | 1. | 2007 | French Open, Paryż | Ceglana      | Andrej Karatczenia | Kellen Damico Jonathan Eysseric | 6:4, 6:0     |